# Parco nazionale del Great Basin
Il parco nazionale del Great Basin (in inglese: Great Basin National Park) è un parco nazionale situato in Nevada, negli Stati Uniti d'America.